# Жемчужина (балет Симонян)
«Жемчу́жина» — балет Надежды Симонян в 3 действиях. Либретто В. Соколова и Константина Боярского по мотивам одноимённой повести Джона Стейнбека.

## История создания
«Жемчужина» была поставлена в Ленинградском театре оперы и балета имени С. М. Кирова в порядке освоения «современной темы в балете», к тому же антикапиталистического звучания. Но балет не имел успеха и в репертуаре не задержался. По словам дирижёра театра Юрия Гамалея: 

«Музыка Надежды Симонян, талантливого композитора, которая написала немало хороших произведений к кинофильмам и драматическим спектаклям, казалась несколько однообразной, недостаточно яркой. Дирижёр Федотов не сумел внести в неё существенные динамические краски, чтобы вывести её из монотонного звучания и в моторных местах, и в кантилене. Художник Стенберг красиво оформил спектакль, но этого оказалось мало. Хорошо танцевали главную партию Осипенко и Макарова. И все же спектакль не стал событием.»

## Сценическая жизнь

### Ленинградский театр оперы и балета имени С. М. Кирова
Премьера прошла 15 июня 1965 года
Балетмейстер-постановщик Константин Боярский, художник-постановщик Энар Стенберг, дирижёр-постановщик Виктор Федотов
Действующие лица
- Девушка — Алла Осипенко (затем Наталия Макарова)
- Кино — Юрий Соловьёв (затем Олег Соколов, Джон Марковский)
- Хуана — Калерия Федичева (затем Наталья Большакова)
- Скорпион — Татьяна Легат
- Женщина в холле — Инна Зубковская
- Доктор-скупщик — Святослав Кузнецов
- Драгоценный камень — Галина Кекишева